# 山内マリコ
山内 マリコ（やまうち マリコ、1980年11月20日 - ）は、日本の小説家、エッセイスト。

## 来歴
富山県富山市出身。富山第一高等学校卒業後、庵野秀明への憧れから大阪芸術大学芸術学部映像学科に進学。大学卒業後、京都府でライター活動をしていたが、25歳の時に仕事を辞めて上京。
上京から約1年半後の2008年、短編「十六歳はセックスの齢」で第7回R-18文学賞・読者賞を受賞。
2012年、受賞から4年を費やし、同作を含む短編集『ここは退屈迎えに来て』を幻冬舎より刊行。デビュー作ながら樋口毅宏、海猫沢めろん、加藤ミリヤ、大根仁、坂井真紀といった様々なジャンルの著名人から称賛を受け、話題を呼んだ。
『ここは退屈迎えに来て』をはじめ故郷富山をモデルとした地方都市の閉塞感をテーマとした作品が多かったが、高校生のときは地元への不満よりも外の世界に旅立つ物語への憧れの方が強かっただけで富山に対する否定的感情はそれほどなく、地方都市の商店街の再生をテーマとした『メガネと放蕩娘』のように故郷に好意的な作品も増えてきている。女性同士の友情を主題とした作品も多く、大学時代の親友との関係が大きな影響を与えたという。

## 人物
- 映画に造詣が深く、名画座で観た映画の感想を綴るブログ「The world of maricofff」[11]を開設している。
- 愛猫家であり、大学生の時に拾った雑種猫「チチモ」を飼っていた[12]。
- 29歳のときに付き合い始めた男性と同棲を挟んで34歳で結婚[9]。

## 著書

### 単行本
- 『ここは退屈迎えに来て』（2012年、幻冬舎、ISBN 9784344022324）のち文庫
- 『アズミ・ハルコは行方不明』（2013年、幻冬舎、ISBN 9784344025103）のち文庫
- 『さみしくなったら名前を呼んで』（2014年、幻冬舎、ISBN 9784344026339）のち文庫
- 『パリ行ったことないの』（2014年、CCCメディアハウス、ISBN 9784484142326）のち集英社（集英社文庫）にて文庫化
- 『かわいい結婚』（2015年、講談社、ISBN 9784062194051）のち文庫
- 『東京23話』（2015年、ポプラ社、ISBN 9784591146118）のち文庫 - 『東京新聞』ほっとWeb 2013年3月 - 2015年3月まで連載分を書籍化
- 『あのこは貴族』（2016年、集英社、ISBN 9784087710175）のち文庫- 『小説すばる』2015年10月号 - 2016年7月号まで連載分を書籍化
- 『メガネと放蕩娘』（2017年、文藝春秋、ISBN 978-4163907505）のち文庫　初出：CREA
- 『選んだ孤独はよい孤独』（2018年、河出書房新社 ISBN 9784309026855）のち文庫- 『文藝』、2015年夏号 -
- 『あたしたちよくやってる』（2019年、幻冬舎、ISBN 9784344034433）のち文庫　雑誌等に発表した短編小説とエッセイを書籍化
- 『一心同体だった』（2022年、光文社、 ISBN 9784334914677）初出：CLASSY.
- 『すべてのことはメッセージ 小説ユーミン』（2022年、マガジンハウス、ISBN 978-4838732241）
- 『マリリン・トールド・ミー』（2024年、河出書房新社、ISBN 978-4309031859）
- 『きもの再入門』（2024年、KADOKAWA、ISBN 978-4041145562）
- 『逃亡するガール』（2024年、U-NEXT、ISBN 978-4911106303）

### エッセイ集
- 『買い物とわたし お伊勢丹より愛をこめて』(2016年、文春文庫）- 週刊文春、2014年4月10日号 - 2015年8月6日号までの連載分を書籍化
- 『皿洗いするの、どっち? 目指せ、家庭内男女平等!』（2017年、マガジンハウス、ISBN 978-4838729098）のち加筆改題し文庫化『結婚とわたし』（2024年、ちくま文庫、ISBN 978-4480439109）
- 『山内マリコの美術館は一人で行く派展 ART COLUMN EXHIBITION 2013-2019』（2020年、講談社、ISBN 9784065190913）
- 『The Young Women’s Handbook ~女の子、どう生きる?~』（2020年、光文社、ISBN 9784334951566）

### 単行本未収録作品
- 短編（タイトル不明）（松本隆作詞活動四十五周年トリビュート『風街であひませう』完全生産限定盤、2015年6月 ビクターレコード）
- 「鳥取、二十歳、スターバックス」（スターバックス eGift×ショート・ストーリーズ　2015年9月）
- 「もう三十代ではないことについて」（『小説トリッパー』2025年夏季号）

### アンソロジー
- ラブソングに飽きたら（2015年2月、幻冬舎文庫、ISBN 9784344423060）「超遅咲きDJの華麗なるセットリスト全史」
- 富山市 by AERA（2015年11月、朝日新聞出版、ISBN 9784022791092）「『富山サイコー』と叫べるか？」
- 20の短編小説（2016年1月、朝日文庫、ISBN 9784022648020）「もう二十代ではないことについて」
- 吾輩も猫である（2016年12月、新潮文庫、ISBN 9784101010502）「彼女との、最初の一年」
- 2030年の旅（2017年10月、中公文庫、ISBN 9784122064645）「五十歳」

### 解説・寄稿・帯文
- 海猫沢めろん『ニコニコ時給800円』（集英社文庫、2014年7月）：解説
- 林真理子『失恋カレンダー』（集英社、2015年2月）：解説
- ヘレン・フィールディング『ブリジット・ジョーンズの日記』（角川文庫 2015年4月）：解説
- 渋谷直角『奥田民生になりたいボーイ 出会う男すべて狂わせるガール』（扶桑社 2015年8月）：帯文
- 源氏鶏太『青空娘』（ちくま文庫 2016年2月）：解説
- ルシア・ベルリン著、岸本佐知子訳『掃除婦のための手引き書：ルシア・ベルリン作品集』 (講談社、2019)：書評 (日本経済新聞 2019年10月5日）[13]
- 田嶋陽子『愛という名の支配』（新潮文庫、2019年10月）：解説
- 『エトセトラVOL.2 特集　We Love 田嶋陽子!』（エトセトラブックス、2019年11月）：責任編集
- キム・リゲット『グレイス・イヤー: 少女たちの聖域』（早川書房、2022年11月）：帯文
- 三浦展『再考 ファスト風土化する日本～変貌する地方と郊外の未来～』 (光文社新書、2023年4月)：寄稿
- 峰なゆか『AV女優ちゃん5』（扶桑社、2023年8月）：巻末対談
- 雨宮まみ『40歳がくる！』（大和書房、 2023年12月）：寄稿

### 作詞
- 夏の魔物『東京妄想フォーエバーヤング』（ポニーキャニオン 2016年1月）

## 連載

### 連載中
- エッセイ「山内マリコのきものア・ラ・モード」（プレジデント社「七緒」、2020春号-）
- リレーエッセイ「ライトフライト」（ANAグループ機内誌「翼の王国」、2022年-）
- 書評　朝日新聞書評委員[14]（朝日新聞、2023年4月-）
- 小説「陽子さんはお元気ですか？」（オレンジページ、2023年10月-）

### 連載終了
※書籍化されていない物
- ブログ「山内マリコの帰省日記」（富山市ポータルサイトまいぷれ、2013年4月-）
- 新作映画レビュー（美人百花、2013年-2018年）
- コラム（北日本新聞02（ゼロニィ）、2014年5月号 - ）
- ブログ「もえプロ女子部」（新日本プロレスリング、2015年8月）
- エッセイ「昼のおでかけ、真夜中の好奇心」（『R Card-Magazine』 2016年1月号 - ）
- エッセイ「私の東京物語」（東京新聞、2016年7月）
- エッセイ「〜街中の“かわいい”を手みやげに〜 スーベニールを探して」（『ふれあいの窓』東京都交通局発行 2017年5月号 - ）
- エッセイ「プロムナード」（日経新聞、2017年7月-12月）
- エッセイ「ナビゲート」（毎日新聞、2018年4月-2020年3月）
- エッセイ「銀幕女優レトロスペクティブ」（クロワッサン、2018年4月-2020年12月）
- エッセイ「きょうも家から出なかった」（モチイエ女子web、2019年）

## 出演

### イベント
- 団地団夜 
  - 団地団夜 愉快な団地家族佐藤大（2015年5月24日、共演：大山顕、速水健朗、今井哲也）
  - 団地団夜 改めて東京（2015年11月13日、共演：佐藤大、大山顕、速水健朗）
- 街の数だけ、ドラマがある（2015年10月12日、共演：甲斐みのり、吉川トリコ）
- 東京マッハ vol.15（2015年12月28日、共演：米光一成、長嶋有、堀本裕樹、千野帽子）

### ラジオ
- 富山ダイハツ 山内マリコのオッケイトーク（FMとやま、2014年6月 - 2021年6月25日）毎週金曜放送・パーソナリティ
- music is music（InterFM897、 - 終了）毎週日曜放送・隔週出演
- 西川あやの おいでよ!クリエイティ部（文化放送、2022年4月4日 - 2024年3月25日）毎週月曜放送・スタジオ部員（コメンテーター）として出演

## メディアミックス

### 映画
- アズミ・ハルコは行方不明（2016年、主演：蒼井優、監督：松居大悟）[15]
- ここは退屈迎えに来て（2018年10月19日、主演：橋本愛、監督：廣木隆一）[16]
- あのこは貴族（2021年、主演：門脇麦、水原希子、監督：岨手由貴子）[17]